# 1991 Darwin
1991 Darwin este un asteroid din centura principală, descoperit pe 6 mai 1967, de Carlos Cesco și Arnold Klemola.